# William Henry Scott
William Henry Scott, né le 13 janvier 1799 en Écosse et mort le 18 décembre 1851 à Saint-Eustache, au Bas-Canada, est un officier de milice, un marchand et un homme politique d'origine écossaise du Bas-Canada. Il a été député de la Chambre d'assemblée du Bas-Canada, où il est associé au Parti patriote, et à l'Assemblée législative de la province du Canada, où il appuie d'abord le parti Tory, puis le parti réformiste. Il est le frère de James et Neil Scott, et le cousin de James Watts, tous partisans patriotes. De plus, en 1852, sa fille Caroline épouse Alfred Nelson, fils de Wolfred Nelson, un an après la mort de son père.

## Biographie
Scott naît dans une famille écossaise presbytérienne, vaguement apparentée à l'écrivain Walter Scott. Ses parents immigrent au Bas-Canada vers 1800. Son père travaille comme marchand à Montréal, où il meurt en 1804.  Vers 1822, Scott s'établit à Saint-Eustache. Dans les années suivantes, il y prend possession de plusieurs propriétés foncières. Il y exerce aussi le métier de marchand et agit comme officier de milice.

### Parti patriote
En 1827, il est destitué de ses fonctions militaires par le gouverneur George Ramsay pour avoir participé à des assemblées du Parti patriote. Vers 1829, Scott marie une francophone de Saint-Eustache, Marie-Marguerite-Maurice Paquet. Puisque Scott est presbytérien et que Paquet est catholique, le curé Jacques Paquin refuse de bénir leur union. Le couple aura quatre fils et une fille. En 1829, Scott est élu député d'York, puis, en 1830, de Deux-Montagnes, à la Chambre d'assemblée du Bas-Canada. Il y appuie le Parti patriote et y conserve son siège jusqu'à la suspension de la constitution, le 27 mars 1838. Il est présent à l'assemblée de Sainte-Scholastique, le 1er juin 1837.
Lors de la rébellion des Patriotes, il prône de ne pas faire usage des armes et se voit accusé de traîtrise par des partisans patriotes. Il est présent au camp de Saint-Eustache, où, avec l'appui du curé Jacques Paquin, il tente de convaincre Jean-Olivier Chénier et Amury Girod d'abandonner la résistance armée, mais en vain. Sa résidence et son magasin sont saccagés lors de la bataille de Saint-Eustache,. Sa tête est mise à prix le 1er décembre 1837 par le gouverneur Gosford. Il est finalement dénoncé pour avoir pesé du plomb dans son magasin en vue de produire des balles, et se voit emprisonné du 19 décembre 1837 au 10 juillet 1838,. Il est libéré sans procès le 10 juillet 1838, contre un cautionnement de 5000 livres.

### Après l'Union
En 1840 est imposée l'Acte d'Union entre le Haut et le Bas-Canada. En 1844, Scott est de nouveau élu, cette fois dans la nouvelle circonscription de Deux-Montagnes à l'Assemblée législative de la province du Canada. Il appuie d'abord les Tories, puis soutient les réformistes après 1848. Il remporte le suffrage de nouveau en 1851 mais meurt peu de temps après, le 18 décembre 1851.
À l'avant-veille de sa mort, il réussit à convaincre le Mgr Ignace Bourget d'accepter que son mariage avec Marie-Marguerite-Maurice soit célébré. Une de ses sœurs, Ann, habitant à Montréal, conteste ce mariage devant la Cour supérieure du Bas-Canada en 1854, puis devant la Cour du banc de la reine du Bas-Canada en 1857 et enfin devant le Conseil privé à Londres en 1867, chaque fois sans succès.